# Wicklow
Wicklow (irisch Cill Mhantáin) ist eine Stadt im gleichnamigen County in der Republik Irland und der Verwaltungssitz des Countys. Die Stadt liegt südlich der irischen Hauptstadt Dublin an der Ostküste von Irland. Laut der Volkszählung von 2022 leben 12957 Personen dort.

## Geografie
Die Stadt Wicklow liegt am Vartry in einem Halbkreis um den Hafen. Im Norden schließt sich „The Murrough“ an, ein beliebtes Ausflugsgebiet am Meer, im Osten findet sich ein Strand. Im Westen finden sich sanfte Hügel, die bis zu den Wicklow Mountains aufsteigen. Wicklow Head ist der östlichste Punkt der Republik Irland zu Lande (der östlichste Punkt der gesamten Insel Irland liegt in Nordirland).
Im Süden findet sich auch eine Kette von Sandstränden, die sich bis nach Arklow erstrecken. Die Strände sind überwacht und bei Schwimmern und Anglern beliebt. Dazu gehören auch viele Parkplätze für Campingbusse. Der größte Strand erstreckt sich über 2 km und heißt „Brittas Bay“.

## Stadtgeschichte

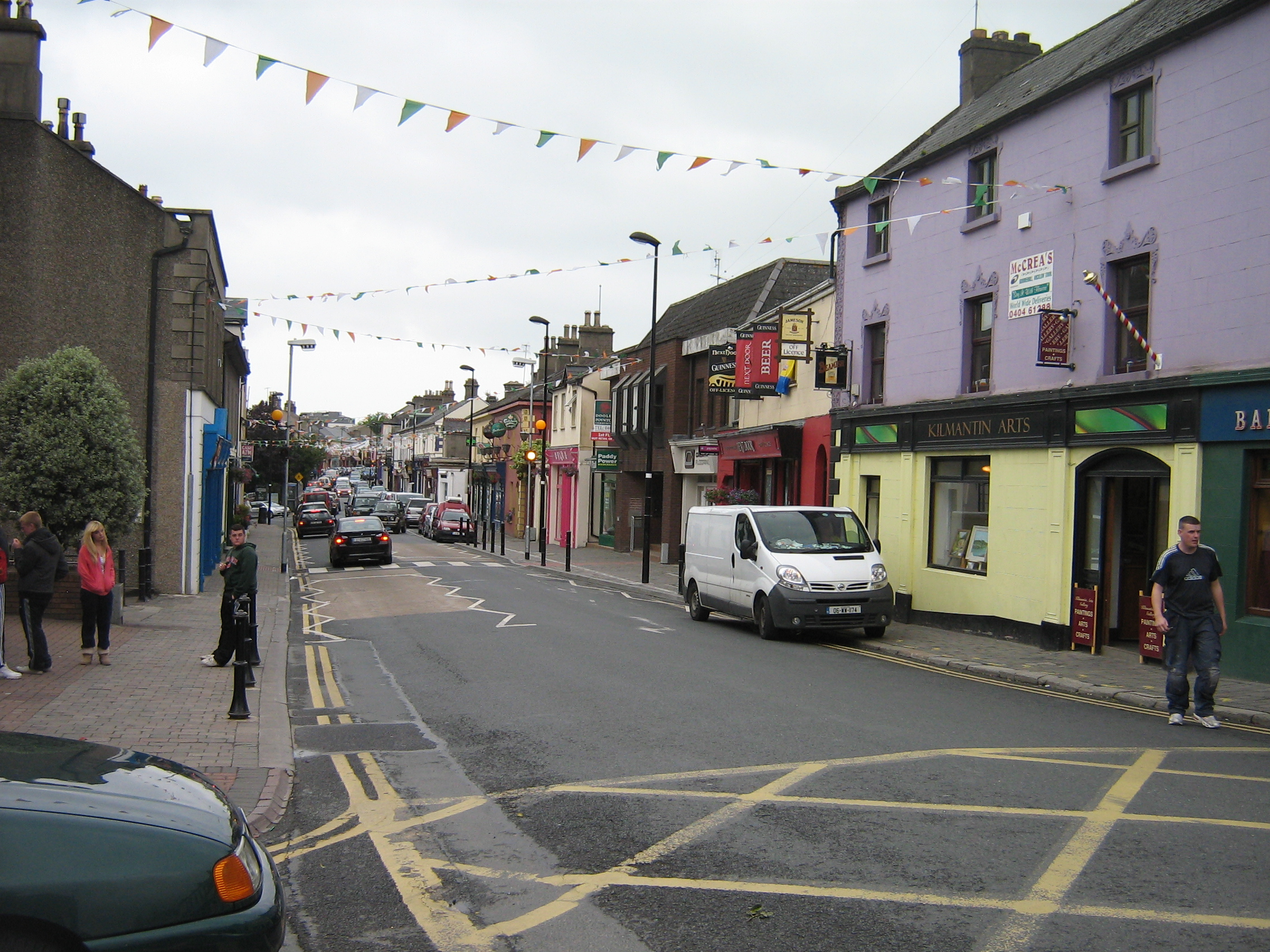
Main Street

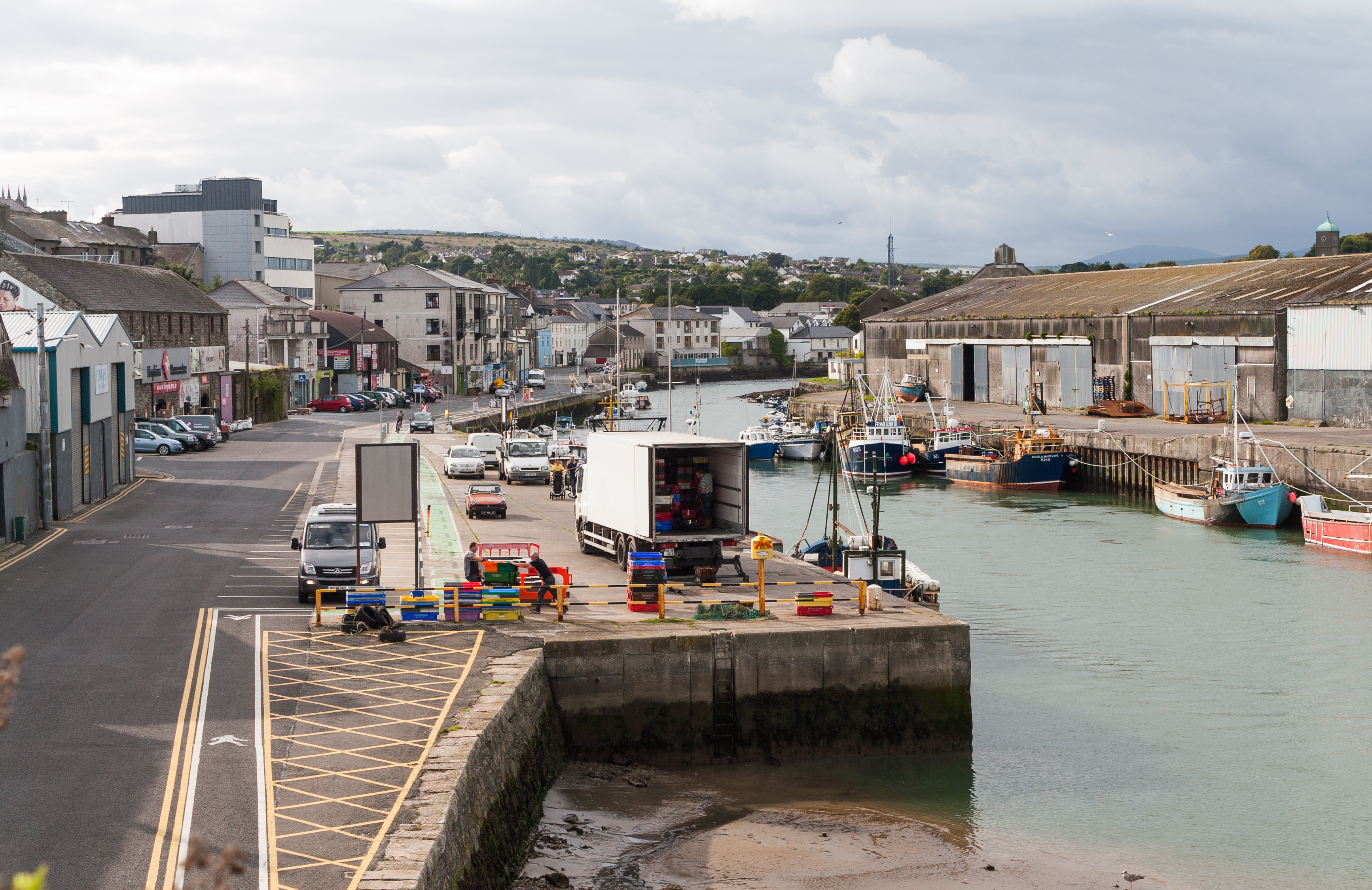
Der Vartry in Wicklow

Die Historiker nehmen an, dass die Stadt Wicklow um 870 von den Wikingern gegründet wurde. Der Name Wicklow kommt eventuell von „Vikinglow“, was etwa „Weide der Wikinger“ bedeutet; oder von „Wykynlo“, was etwa „Wikinger-Bucht“ (Viking Loch/Lough) bedeutet. Bedenkt man aber den natürlichen Hafen und das fruchtbare Ackerland, so kann man davon ausgehen, dass die Gegend bereits vorher besiedelt war; in der Umgebung von Wicklow finden sich zudem viele Monumente aus der Bronzezeit.
Der irische Name Cill Mhantáin hat seine eigene Historie. Es wird erzählt, dass St. Patrick, der irische Nationalheilige, versuchte, am Travelahawk Strand südlich des Hafens anzulanden. Feindselige Eingeborene griffen die Ankömmlinge an und einer in der Gruppe des Heiligen verlor dabei seine vorderen Zähne. Er wurde als „Manntach“ – der Zahnlose – bekannt. Er war nicht beeindruckt und kam wieder in die Stadt, um eine Kirche zu gründen. „Cill Mhantáin“ bedeutet „Die Kirche des Zahnlosen“. Es gibt keinerlei Beweise, dass ein solcher Mann jemals existiert hat. Der Name ist wohl ein Toponym, der eine Kirche beschreibt, die oberhalb des Hafens liegt, der aussieht wie ein Gebiss mit Zahnlücken.
Nach der Invasion der Anglonormannen wurde Wicklow an Maurice FitzGerald als Lehen übergeben. Er baute das Black Castle. Die Festung lag an der Küste im Süden des Hafens und ist heute eine Ruine. Der englische Ortsname “Wicklow” hat wie oben beschrieben nichts mit dem irischen Namen zu tun. Als die Normannen begannen, die Gegend zu dominieren, zogen sie nicht-irische Namen vor. Den Einfluss kann man immer noch an vielen Platz- und Familiennamen erkennen.
Das älteste noch bestehende Gebäude in der Stadt ist das Franziskanerkloster, es befindet sich am Westende der Hauptstraße.
Andere bemerkenswerte Gebäude sind das Rathaus und das 1702 gebaute Gefängnis Gaol. Dort befand sich auch bis Ende des 19. Jahrhunderts der Richtplatz. 1799 wurde hier Billy Byrne, Führer der Irischen Rebellion von 1798, hingerichtet. Heute ist ihm eine Statue auf dem Marktplatz gewidmet. Das Gefängnis wurde kürzlich renoviert und wird nun als Museum (heritage centre) benutzt. Das wichtigste Gebäude ist aber das „East Breakwater“. Es wurde in den frühen 1880er Jahren von der Wicklow-Hafen-Kommission in Auftrag gegeben. Der Architekt war William George Strype, der Baumeister John Jackson aus Westminster. Die Wicklow-Hafen-Kommission wurde 2002 in die Wicklow Port Company überführt.
Am „Fitzwilliam Square“ im Zentrum von Wicklow findet sich ein Obelisk, der an Kapitän Robert Halpin (1836–1894) erinnert. Er war Kommandant des Kabelschiffs Great Eastern und in Wicklow geboren. Er gilt als einer der größten Seefahrer des 19. Jahrhunderts.

## Verkehr
Wicklow liegt nahe der Nationalstraße 11 (N11).
Die Stadt hat einen Bahnhof an der Bahnstrecke Dublin–Rosslare, der am 30. Oktober 1855 von der Dublin and South Eastern Railway eröffnet wurde. Aktuell verkehren dort Züge der Iarnród Éireann (IÉ) nach Dublin (Connolly Station) und über Arklow und Wexford nach Rosslare Europort.
Der Hafen von Wicklow dient vor allem dem Holzimport. Er ist nach Nord-Ost geöffnet und tideabhängig.

## Die Stadt in der Moderne
Die boomende irische Ökonomie sorgt seit den 1990er Jahren auch in Wicklow für tiefgreifende Veränderungen. Viele Wohngebiete entstanden im Südosten entlang der „Marlton Road“. Zurzeit hat sich die Entwicklung in den Nordwesten verlagert, in Richtung der Nachbarstadt Rathnew. Die geringe Entfernung zu Dublin führte zum Zuzug vieler Pendler nach Wicklow und in die umliegenden Gebiete.

## Töchter und Söhne der Stadt
- George Folingsby (1828–1891), irisch-australischer Maler und Kunstprofessor
- Peter Doyle (* 1945), Radrennfahrer
- F. E. Higgins (* 1950), Kinderbuchautorin
- Róisín McGettigan (* 1980), Leichtathletin
- Fionnuala McCormack (* 1984), Leichtathletin
- Áine O’Gorman (* 1989), Fußballspielerin
- Josh van der Flier (* 1993), Rugby-Union-Spieler
- Archie Ryan (* 2001), Radrennfahrer